# Brousko
Brousko (em grego:  Μπρούσκο) é uma telenovela grega exibida pela ANT1 desde 29 de setembro de 2013.

## Enredo
Uma história de amor romântico e apaixonado. O amor de dois jovens, Achilleas de Chipre e Melina de Creta, poderia ser baseado na história intemporal de Romeu e Julieta. É um moderno remake do mito arquétipo, que narra a história de um grande amor.

## Elenco

### Elenco principal
- Andreas Georgiou como Achilleas Matthaiou
- Eleni Vaitsou como Melina Aggelidaki
- Apostolis Totsikas como Sifis Giannakakis
- Varvara Larmou como Anastasia Giannakaki
- George Zenios como Diamantis Nikolaou

### Elenco recorrente
- Evelina Papoulia como Dafni Krotira
- Joyce Evidi como Konstantina Eleftheriou
- Julie Tsolka como Vasiliki Papadaki
- Alexandros Parisis como Minas Doukakis
- Koulis Nikolaou como Matthaios Matthaiou
- John Kakoulakis como Sifalakis
- Stella Kostopoulou como Loukia Antoniadou
- Nikos Verlekis como Pavlos Giannakakis
- Melpo Kolomvou como Evrydiki Matthaiou
- Antonis Karistinos como Markos Hatzis
- Stefanos Mihail como Nektarios Matthaiou
- Anatoli Grigoriadou como Angeliki Nomikou
- Pavlina Mavri como Dimitra Matthaiou
- Hristiana Theodorou como Hristina Lazarou
- Marinos Konsolos como Antonis Stavridis
- Elli Kiriakidou como Andriani Matthaiou
- Hristina Adoni como Marina Matthaiou
- Terra Elle Perrie como Stefania Giannakaki

## Temporadas

### Episódios e classificações
| Temporada | Temporada | Episódios | Horário (EET)         | Exibição               | Exibição            | Classificações               | Classificações          | Classificações            |
| Temporada | Temporada | Episódios | Horário (EET)         | Estreia da temporada   | Final da temporada  | Compartilhar (adultos 15–44) | Compartilhar (famílias) | Espectadores (em milhões) |
| --------- | --------- | --------- | --------------------- | ---------------------- | ------------------- | ---------------------------- | ----------------------- | ------------------------- |
|           | 1         | 193       | Segunda a Sexta 19:00 | 29 de setembro de 2013 | 29 de junho de 2014 | 27.4%                        | 28.7%                   | 1.2                       |
|           | 2         | 194       | Segunda a Sexta 18:45 | 28 de setembro de 2014 | 28 de junho de 2015 | 21.5%                        | 19.6%                   | 984.000                   |

## Exibição
| País                 | Título                            | Emissora           | Estreia                    | Final                             | Hora        |
| -------------------- | --------------------------------- | ------------------ | -------------------------- | --------------------------------- | ----------- |
| Grécia               | Μπρούσκο                          | ANT1               | 29 de setembro de 2013     | presente                          | 19:00       |
| Chipre               | Μπρούσκο                          | ANT1               | 29 de setembro de 29, 2013 | presente                          | 21:15       |
| Sérvia               | Brusko                            | Prva               | 28 de setembro de 2014     | presente                          | 09:15       |
| Eslovênia            | Opojna ljubezen                   | Planet TV          | 21 de maio de 2014         | 29 de janeiro de 2015 (cancelada) | 07:10       |
| Montenegro           | Brusko                            | Prva               | 29 de setembro de 2014     | presente                          | 15:00       |
| Ucrânia              | Терпкий смак кохання              | 1+1                | 18 de agosto de 2014       | presente                          | 14:45       |
| Estónia              | Armastuse mõrkjas mekk            | Tallinna TV        | 31 de dezembro de 2014     | presente                          | 18:15       |
| Bósnia e Herzegovina | Ljubav sa okusom vina             | BHT 1              | 21 de setembro de 2015     | presente                          | 20:15       |
| Chile                | Brusko                            | TVN                | 3 de abril de 2016         | presente                          | 23:30       |
| Peru                 | Brusko                            | América Televisión | 23 de junho de 2016        | presente                          | 22:00       |
| Bulgária             | Докоснати от слънцето             | Diema Family       | 6 de março de 2017         | 28 de novembro de 2017            | 20:00 19:00 |
| Venezuela            | Brusko, La pasión de lo prohibido | Televen            | 1 de novembro de 2016      | 4 de agosto de 2017               | 23:00       |
| Nicarágua            | Brusko                            | Canal 4 Nicaragua  | 18 de júnio de 2016        | presente                          | 10:00       |
| Estados Unidos       | Brusko: Ebrios de Amor            | MundoMax           | 24 de agosto de 2016       | presente                          | 20:00       |